# Nicholas Desliens
Nicolas Desliens (nascido no século XVI) foi um cartógrafo francês do Renascimento. Trabalhou em Dieppe, na França. Pouco se sabe acerca de sua biografia além da época em que viveu e de algumas de suas obras, inscritas nos denominados "Mapas de Dieppe".

## Mapas conhecidos
- mapa-múndi (c. 1541-1561) em Dresden (destruído);
- mapa-múndi (1566), na Biblioteca Nacional de França, em Paris – manuscrito sobre pergaminho apresenta as dimensões de 450 x 270 centímetros. Como curiosidades, esta carta está invertida mostrando o norte na sua parte inferior. A África é atravessada por um único rio, o rio Nilo, tendo o rio Níger como o seu braço ocidental. O nome "La Nouvelle France occidentalle" ("A Nova França Ocidental") escrito em grandes letras sobre uma América do Norte com o formato de um arco, indica as pretensões francesas sobre as terras recém-descobertas: bandeiras com a flor-de-lis assinalam as regiões do Canadá (Labrador), da Flórida (rio May) e do Brasil (Rio da Prata). Destaca-se a indicação da "Terra Australis" (Austrália), legendada como "Jave La Grande", com bandeiras de Portugal, possívelmente reflectindo a viagem de Cristóvão de Mendonça à região (1522).
- mapa-múndi (1567),no National Maritime Museum, em Greenwich.
- mapa-múndi (c. 1568), Anónimo, atribuído a Nicholas Desliens, no National Maritime Museum, em Greenwich.